# Moonlight Rendezvous
「Moonlight Rendezvous」（ムーンライト・ランデヴー）は、日本のロックバンド・DREAMPOLICEの安藤誠之がソロ・プロジェクト「Scared Field」名義で、2011年8月3日にリリースした1stデジタル配信シングル。

## 概要
- ソロ・プロジェクト「Scared Field」名義でリリースした配信限定シングル。
- 作詞・作曲・プロデュースだけでなく、ギターも安藤自身が演奏している。

## 収録曲
1. Moonlight Rendezvous
作詞・作曲:安藤誠之

## 参加ミュージシャン
- 安藤誠之:ボーカル・ギター・作詞・作曲・プロデュース
- 早川雄介:ベース
- 斎藤“サイ+”有希:ドラム
- 猪俣義周:キーボード・編曲